# 麦地那省
麥地那省（阿拉伯语：‎）是沙烏地阿拉伯的一個省，位於西部紅海沿岸。伊斯蘭教「兩聖城」之一的麥地那是該省首府。